# جيري سيغال (موسيقي)
جيري سيغال (بالإنجليزية: Jerry Segal)‏ هو موسيقي أمريكي، ولد في 16 فبراير 1931 في فيلادلفيا في الولايات المتحدة، وتوفي في 1974.

## وصلات خارجية
- جيري سيغال على موقع ميوزك برينز (الإنجليزية)
- جيري سيغال على موقع ديسكوغز (الإنجليزية)